# Олень (Могилёвская область)
Олень (бел. Алень) — деревня в составе Семукачского сельсовета Могилёвского района Могилёвской области Республики Беларусь.

## История
В 1499 году в деле "Литовской метрики" о земельных спорах между Любошанской волостью и смежными имениями в районе нынешней деревни упоминается озеро Оленя. Как деревня впервые упоминается в 1541 году в деле о спорах о земле и о принадлежности упомянутого выше озера между крестьянами сел Селец (ныне - Болонов-Селец) и Черчевичи (ныне - Городище) в составе Быховского имения маршалка господарского Александра Ходкевича и села Олени (Олейня) в составе Шкловского имения новогрудского воеводы Станислава Гаштольда.
В 1600 году как центр имения, названный Старыми Оленями, с деревнями Синином и Пильшичами, а также Оленьской слободкой, называемой Юндиловской (вероятно, нынешнее Запоточье), отданы трокским воеводой Александром Ходкевичем в заклад на 3 года под 2400 коп литовских грошей Яну Пласковицкому с супругой Софией (из Карповичей). В 1603 году Олени с упомянутыми населенными пунктами были дарованы Ходкевичем за верную службу в поместное владение Яну из Кажева Жуку с супругой Катериной (из Кавечина Жуковской), в 1605 году Ян Жук подарил данное имение своей супруге, а в 1606 году они продали его великому гетману литовскому Яну-Каролю Ходкевичу.
В 1727 году - центр ключа в Старобыховском графстве, в состав ключа, помимо самой Олени, входили Твердово, Коцни, Хонов, Угалье, Укружье, Коркоть и Семукачи, при этом по 1/2 дыма находилось в закладе у шляхтичей Буйвида и Василевского.
В 1905 году построена церковно-приходская школа (в 1913 г. 39 м. и 12 д.).

## Население
- 1999 год — 75 человек
- 2010 год — 35 человек